# Holy Water-Gate: Abuse Cover-Up in the Catholic Church
Holy Water-Gate: Abuse Cover-Up in the Catholic Church és una pel·lícula documental de 2004, dirigida per Mary Healey Jamiel, que investiga la crisi que va sorgir a l'Església Catòlica Romana dels Estats Units d'Amèrica, quan les víctimes d'abús sexual infantil per part de sacerdots van lluitar per portar els seus agressors davant la justícia.

## Argument
La pel·lícula comença com un viatge personal de la directora del documental, que també és catòlica, i s'endinsa en una trama en la qual es barreja Dret, crim i història social. A través d'actors clau en l'escàndol, incloses víctimes, sacerdots denunciants i un cardenal estatunidenc de rang superior cridat pel Vaticà per controlar una tempesta cada cop més gran, el documental apropa l'espectador a la ment institucional de l'Església catòlica estatunidenca: una institució poderosa que no només va fallar a les víctimes durant molts anys per no reconèixer els seus abusos, sinó que també va permetre que alguns sacerdots continuessin abusant a més nens traslladant-los a altres parròquies. Aquesta història, intensament personal i política, investiga la crisi i exposa la reticència durant dècades dels mitjans de comunicació estatunidencs a denunciar delictes d'abús sexual contra nens per part de sacerdots.
Alguns dels casos investigats són els d'un pastor de Cranston, James Silva, que va abusar de nens durant anys abans que els seus crims fossin posats en coneixement de la Diòcesi de Providence. Transferit a 12 parròquies diferents durant els següents 16 anys, els patrons d'abús del pare Silva van continuar sense parar. Les famílies de cada nova parròquia mai es van adonar que, dins l'església, els seus fills estaven a càrrec d'un autèntic depredador sexual. En un altre cas impactant, un sacerdot denunciat a la policia per les seves dues víctimes va ser sotmès a sis mesos de teràpia i assignat a una nova parròquia després que l'informe oficial desaparegués misteriosament i no es presentessin càrrecs oficials.

## Estrena
El documental es va estrenar el 10 de novembre de 2004 a la Universitat de Rhode Island. Posteriorment, es va projectar el gener de 2005 al Coolidge Corner Theatre de Brookline, entre el 18 i el 24 d'abril de 2005 al Cable Car Cinema de Providence, el juny de 2005 als Premis CINE de Washington DC i a la Conferència de la Xarxa de Supervivents d'Abusos organitzada a Chicago, i l'agost de 2005 al Festival Internacional de Cinema de Rhode Island.
Per televisió es va projectar el 2004 i 2006 en anglès a CBC del Canadà i SBS d'Austràlia; el 19, 25 i 27 de maig de 2005 en anglès a Showtime dels Estats Units d'Amèrica; el 2005 en italià a l'RTSI de Suïssa; el 2005 en castellà a Televisió Espanyola; el 2005 amb subtítols a DR de Dinamarca; el 2010 i 2011 en anglès al Documentary Channel dels Estats Units d'Amèrica; i el 23 de febrer de 2010 i el 7 de setembre de 2021 en alemany a l'ORF d'Àustria.

## Recepció
Jason Buchanan, del diari The New York Times, opina que s'«utilitzen els abusos que es van produir a Rhode Island durant els anys 1980 i 1990 com a trampolí per investigar la inclinació de l'Església Catòlica per encobrir les acusacions d'abús sexual per part de membres del clergat» i es pregunta «per què l'Església Catòlica està disposada a treballar aferrissadament per mantenir aquests casos fora del públic, sobretot quan semblen ben conscients que, fent-ho, estan posant més nens directament en perill?».
Deirdre Fulton, del setmanari The Boston Phoenix, afirma que el documental «dona a les víctimes de l'Església catòlica una veu col·lectiva. És esgarrifós escoltar homes i dones grans descriure els seus abusos sexuals en mans de sacerdots de confiança mentre veien imatges d'aquells sacerdots parpellejar per la pantalla. És impactant escoltar, de boca d'un sacerdot autor, parlar dels centres de tractament "homoeròtics" dirigits per l'església, o sobre com els nois majors de 14 anys eren considerats "joc just sempre que no t'enxampés". I és angoixant escoltar, a través de la narració personal de Healey-Conlon, com el lideratge de l'Església va optar per solucions administratives (la "curació geogràfica"). En poc menys d'una hora, Healey-Conlon ofereix un curs intensiu sobre els aspectes històrics, legals, religiosos i culturals de l'escàndol de l'Església. Però la pel·lícula mai se sent superficial. Estem, com diu un supervivent, "aprenent sobre allò que no volem aprendre" i mitjançant aquest procés, obtenint un "coneixement del mal" necessari».

## Premis i nominacions
| Any         | Premi                    | Categoria         | Nominació       | Resultat  | Ref.   |
| ----------- | ------------------------ | ----------------- | --------------- | --------- | ------ |
| 2005        | Festival de Rhode Island | Millor documental | Holy Water-Gate | Guanyador | [ 10 ] |
| Premis CINE | Golden Eagle             | Holy Water-Gate   | Guanyador       | [ 11 ]    |        |